# Twilight (álbum de Bôa)
Twilight —en español: «Crepúsculo»— es la versión reeditada del álbum de 1998 The Race of a Thousand Camels de la banda de rock inglesa Bôa, lanzado el 21 de marzo de 2001. Durante la grabación de este álbum, la banda consisitó en Alex Caird, Ben Henderson, Jasmine Rodgers, Steve Rodgers, Lee Sullivan y Paul Turrell.
La primera canción, "Duvet", se popularizó después de ser utilizada como tema musical de la serie de anime Serial Experiments Lain .

## Lista de canciones
Todas las canciones escritas y compuestas por Bôa. 
| N.º   | Título             | Duración |  |
| 1.    | «Duvet»            | 3:24     |  |
| 2.    | «Twilight»         | 3:49     |  |
| 3.    | «Fool»             | 5:07     |  |
| 4.    | «Rain»             | 3:56     |  |
| 5.    | «Elephant»         | 3:54     |  |
| 6.    | «Scoring»          | 3:50     |  |
| 7.    | «Deeply»           | 4:35     |  |
| 8.    | «One Day»          | 2:41     |  |
| 9.    | «Welcome»          | 5:06     |  |
| 10.   | «For Jasmine»      | 5:18     |  |
| 11.   | «Anna Maria»       | 4:05     |  |
| 12.   | «Duvet (acoustic)» | 5:14     |  |
| 13.   | «Little Miss»      | 3:53     |  |
| 14.   | «Drinking»         | 4:13     |  |
| 59:04 |                    |          |  |

## Personal
- Alex Caird - bajo
- Ben Henderson – guitarra eléctrica y acústica, saxofón, percusión
- Jasmine Rodgers - voz principal, guitarra acústica, percusión
- Steve Rodgers – guitarra eléctrica y acústica, voz
- Lee Sullivan - batería, percusión, teclado
- Paul Turrell – teclado, arreglos de cuerdas, percusión, guitarra eléctrica